# Žurče
Žurče (makedonska: Журче) är en ort i Nordmakedonien. Den ligger i kommunen Demir Hisar, i den sydvästra delen av landet, 80 kilometer söder om huvudstaden Skopje. Žurče ligger 696 meter över havet och antalet invånare är 527.